# Férfi 400 méteres gyorsúszás a 2011. évi nyári európai ifjúsági olimpiai fesztiválon
A Trabzonban rendezett 2011. évi nyári európai ifjúsági olimpiai fesztiválon az úszó versenyszámok közül a férfi 400 méteres gyorsúszást július 26-án rendezték.

## Előfutamok
| H   | F | Név                     | Nemzet             | E       | Mj |
| --- | - | ----------------------- | ------------------ | ------- | -- |
| 1.  | 4 | Igor Bespalov           | Oroszország        | 3:57.74 | QA |
| 2.  | 3 | Andrea Mitchel D'arrigo | Olaszország        | 4:00.08 | QA |
| 3.  | 2 | Jan Micka               | Csehország         | 4:02.22 | QA |
| 4.  | 3 | Christopher Girg        | Németország        | 4:02.89 | QA |
| 4.  | 3 | Igor Dupuis             | Franciaország      | 4:02.89 | QA |
| 6.  | 2 | Povilas Strazdas        | Litvánia           | 4:03.96 | QA |
| 7.  | 4 | Adam Paulsson           | Svédország         | 4:04.51 | QA |
| 8.  | 4 | Matthew Johnson         | Egyesült Királyság | 4:05.77 | QA |
| 9.  | 2 | Engin Yildirim          | Törökország        | 4:06.15 | QB |
| 10. | 3 | Maarten Brzoskowski     | Hollandia          | 4:06.26 | QB |
| 11. | 2 | Oscar Alonso            | Spanyolország      | 4:06.34 | QB |
| 12. | 2 | Illia Teslenko          | Ukrajna            | 4:06.37 | QB |
| 13. | 2 | Lorenz Weiremans        | Belgium            | 4:06.39 | QB |
| 14. | 3 | Brendan Patrick Gibbons | Írország           | 4:06.48 | QB |
| 15. | 4 | Evangelos Tsirapidis    | Görögország        | 4:06.59 | QB |
| 16. | 4 | Alain Bernardeschi      | Svájc              | 4:06.87 | QB |
| 17. | 3 | Matan Segal             | Izrael             | 4:07.14 |    |
| 18. | 3 | Eetu Piiroinen          | Finnország         | 4:07.20 |    |
| 19. | 4 | Maciej Kuswik           | Lengyelország      | 4:07.22 |    |
| 20. | 4 | Miha Bernat             | Szlovénia          | 4:09.53 |    |
| 21. | 3 | Szabó Norbert           | Magyarország       | 4:10.83 |    |
| 22. | 2 | Markus Ambros           | Ausztria           | 4:12.02 |    |
| 23. | 1 | Lasse Nielsen           | Dánia              | 4:13.12 |    |
| 24. | 2 | Pavel Minayeu           | Fehéroroszország   | 4:13.93 |    |
| 25. | 4 | Teodosi Zhivkov Chernev | Bulgária           | 4:14.53 |    |
| 26. | 1 | Lovre Soric             | Horvátország       | 4:16.79 |    |
| 27. | 1 | Sebastian Konnaris      | Ciprus             | 4:20.61 |    |
| 28. | 1 | Miroslav Funtik         | Szlovákia          | 4:23.56 |    |
| 29. | 1 | Stefan Jankulovski      | Észak-Macedónia    | 4:25.39 |    |

## Döntő
| A döntő | A döntő                 | A döntő            | A döntő | A döntő |
| H       | Név                     | Nemzet             | E       | Mj      |
| ------- | ----------------------- | ------------------ | ------- | ------- |
| Arany   | Matthew Johnson         | Egyesült Királyság | 3:54.70 |         |
| Ezüst   | Andrea Mitchel D'arrigo | Olaszország        | 3:55.32 |         |
| Bronz   | Jan Micka               | Csehország         | 3:58.48 |         |
| 4       | Igor Bespalov           | Oroszország        | 3:58.59 |         |
| 5       | Adam Paulsson           | Svédország         | 4:02.20 |         |
| 6       | Christopher Girg        | Németország        | 4:02.82 |         |
| 7       | Povilas Strazdas        | Litvánia           | 4:04.43 |         |
| 8       | Igor Dupuis             | Franciaország      | 4:04.74 |         |
| B döntő |                         |                    |         |         |
| H       | Név                     | Nemzet             | E       | Mj      |
| 1       | Engin Yildirim          | Törökország        | 4:03.93 |         |
| 2       | Lorenz Weiremans        | Belgium            | 4:04.09 |         |
| 3       | Brendan Patrick Gibbons | Írország           | 4:05.79 |         |
| 4       | Maarten Brzoskowski     | Hollandia          | 4:06.34 |         |
| 5       | Illia Teslenko          | Ukrajna            | 4:06.39 |         |
| 6       | Alain Bernardeschi      | Svájc              | 4:07.16 |         |
| 7       | Oscar Alonso            | Spanyolország      | 4:07.50 |         |
| 8       | Evangelos Tsirapidis    | Görögország        | 4:07.76 |         |